# Serkan Çiftçi
Serkan Çiftçi (Vienna, 3 agosto 1989) è un calciatore austriaco, attaccante dell'ATSV Hollabrunn.

## Carriera
Ha giocato nella massima serie dei campionati austriaco e rumeno.